# Schloss Asparn
Das Schloss Asparn liegt in der Marktgemeinde Asparn an der Zaya im Weinviertel in Niederösterreich. Seit 1970 beherbergt es das Museum für Urgeschichte und seit 2014 auch das Museum für Frühgeschichte und Mittelalterarchäologie.

## Geschichte
Schloss Asparn im Weinviertel liegt etwas abseits im Nordwesten des Ortes und bildet mit den ehemaligen Wirtschaftsgebäuden, der Pfarrkirche und dem Minoritenkloster das sogenannte Stättl.
Hadmar von Sonnberg errichtete in der zweiten Hälfte des 13. Jahrhunderts auf den Resten einer bereits 1121 erwähnten Burg ein Schloss. Die Sonnberg halten das Schloss bis 1348, danach die Tursen von Rauheneck-Asparn. 1397 geht Asparn als landesfürstlichen Lehen an die Herren von Walsee, die ab 1421 das Schloss neu bauen lassen. Aus dieser Zeit stammen auch die beiden massiven Ecktürme, von denen der eine zwei Erker, der andere einen Umgang trägt. 1443 geht Asparn an Ulrich von Eyczing und fällt 1463 an Kaiser Friedrich III. Im 16. Jahrhundert wird die Pfandherrschaft von Asparn von verschiedenen Familien gehalten, darunter den Gall von Loosdorf.
1610 erwirbt Graf Seyfried Christoph von Breuner die Herrschaft ins Eigen und baut das Schloss zu seiner Hauptresidenz aus. Von ihm stammen auch die beiden Sandsteinfiguren vor dem Schlosstor. 1645 verwüsten die Schweden das Schloss, die Wiederherstellungsarbeiten 1651 verleihen dem Schloss sein heutiges Aussehen.
1820 wurde der Nordtrakt des Gebäudes wegen Baufälligkeit abgetragen. 1945 richtete die russische Besatzung vor allem im Inneren große Schäden an.
Nach dem Aussterben der Grafen Breuner im Mannesstamm fiel deren Besitz 1894 an eine Tochter, die mit dem schlesischen Herzog zu Ratibor und Fürsten von Corvey Victor II. Amadeus verheiratet war. Das Gut Asparn, Schloss Grafenegg und Schloss Neuaigen kamen damit in den Besitz des Hauses Ratibor, einer Nebenlinie des Hauses Hohenlohe-Schillingsfürst, die später durch Adoption auch den Namen Metternich-Sandor annahm.
Seit seiner Errichtung wurde das Schloss vielfach umgestaltet und erlangte sein heutiges Aussehen erst nach 1820. Ab 1955 beherbergte das Gebäude das Weinlandmuseum und seit 1967 beherbergt es die urgeschichtliche Sammlung des Landes Niederösterreich. Im Jahr 2008 wurde das Museum in die Holding der Niederösterreich Kulturwirtschaft GmbH (NÖKU) integriert. Zwei Jahre später wurde mit Auslaufen des Pachtvertrages die Liegenschaft des Schlosses vom Land Niederösterreich angekauft und mit Ende des Jahres 2011 in die NÖKU-Tochter MAMUZ Museumszentrum Betriebs GmbH eingegliedert.
Die Niederösterreichische Landesausstellung 2013, die neben Poysdorf auch im Schloss Asparn stattfand, wurde zum Anlass genommen, das historische Gebäude baulich zu adaptieren. Das Schloss wurde um eine Ausstellungsebene im Dachgeschoß erweitert sowie durch moderne, infrastrukturelle Elemente – wie der Glasliftanlage im Innenhof – barrierefrei gestaltet. Die Einrichtung einer gastronomischen Stätte innerhalb der Schlossanlage sowie die Neukonzeption von Shop- und Kassenbereich des Museums waren gemeinsam mit den Neugestaltungsmaßnahmen im archäologischen Freigelände wesentlicher Faktor für die Nutzbarmachung der Anlage als Standort der Niederösterreichischen Landesausstellung „Brot & Wein“.

## Urgeschichtemuseum MAMUZ

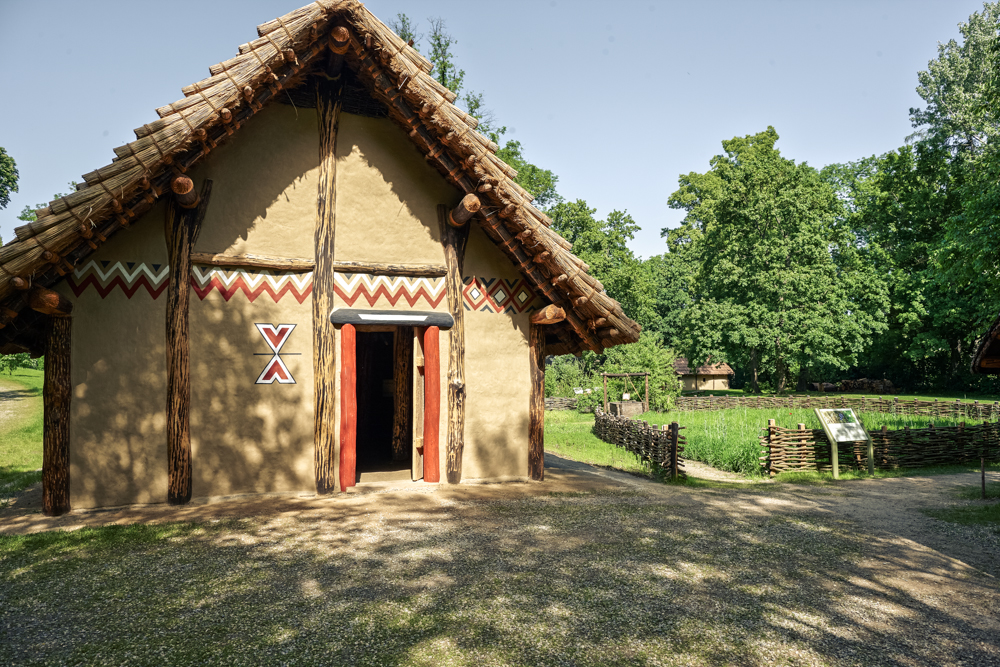
Das 2013 errichtete Langhaus im Freigelände des MAMUZ

Das Urgeschichtemuseum MAMUZ (Mistelbach-Asparn-MUseumsZentrum) in Asparn blickt auf eine Tradition zurück, die sich in den späten Sechzigerjahren gründet, als die urgeschichtliche Sammlung des Landes Niederösterreich einen neuen Aufstellungsort im frisch renovierten Schloss von Asparn fand. Im Zuge der Einrichtung des Schlosses als Präsentationsfläche für die Sammlungsbestände wurden auch Restaurierungswerkstätten und Arbeitsplätze zu Forschungszwecken eingerichtet. Von Beginn an war es ein Anliegen, auch urgeschichtliche Siedlungsgewohnheiten aufzuzeigen. Es wurden von 1970 an nicht nur die urgeschichtlichen Sammlungsbestände im Schloss präsentiert, sondern auch ein an das Schlossgebäude anschließendes Gelände als Areal für Denkmodelle urgeschichtlicher Gebäude umgestaltet. Über die Jahrzehnte entwickelte sich dieses Freigelände zu einem unverzichtbaren Bestandteil im Urgeschichtemuseum.
Das archäologische Freigelände wurde immer wieder durch urgeschichtliche Modelle in seiner Dimension erweitert. Die Fläche des archäologischen Freigeländes beträgt knapp 19.000 m² und gibt einen Einblick in rund 40.000 Jahre europäische Siedlungsgeschichte. Die Entwicklung der Menschheit von der Altsteinzeit bis zur Zeitenwende wird durch die Wohn- und Wirtschaftsgebäude sowie deren Inneneinrichtung erlebbar. Die im Maßstab 1:1 errichteten Gebäude aus Stein-, Bronze- und Eisenzeit beruhen auf archäologischen Grabungsbefunden.
Im Zuge der Vorbereitungsarbeiten für die Niederösterreichische Landesausstellung 2013, wurde nicht nur die Schlossanlage attraktiviert, es wurde auch das archäologische Freigelände des Museums in wesentlichen Bereichen neu gestaltet. Um die dargestellten Epochen der Menschheitsgeschichte besser zu verstehen, wurden die im archäologischen Freigelände bestehenden Wohn- und Wirtschaftsgebäude der Urgeschichte zu dörflichen Ensembles zusammengefasst.
Seit der Gründung des Museums ist das Urgeschichtemuseum in Asparn führend im Bereich experimenteller Archäologie. Seit dem Jahre 1982 ist das archäologische Freigelände im Museum für Urgeschichte auch Zentrum und Ausbildungsstätte experimenteller Archäologie für die Universität Wien, Institut für Urgeschichte und Historische Archäologie. Die europaweite Vorreiterrolle des Museums im Bereich der experimentellen Forschung macht es möglich, dass jährlich Lehrveranstaltungen für Fachstudenten aus ganz Europa in Asparn angeboten werden.

## Zentrum für Ur- und Frühgeschichte
Gemeinsam mit dem Museumszentrum Mistelbach bildet Schloss Asparn das Zentrum für Ur- und Frühgeschichte des Landes Niederösterreich. Für die Neuaufstellung der Landessammlung im Jahr 2014 am Standort Asparn wurde eine Ausstellung konzipiert, die bei der Präsentation archäologischer Sammlungsbestände neue Maßstäbe setzen soll. Durch die drei Stockwerke des Schlosses bewegen sich die Besucher – im Dachgeschoß beginnend – in chronologischer Abfolge durch die Menschheitsgeschichte: Das Ausstellungskonzept folgt drei Themenbereichen: Lebensraum (DG) – Metall (2. OG) – Schrift (1. OG).
Als Prunkstück der Landessammlung wird der mittelalterliche Schatzfund von Wiener Neustadt gezeigt und in eigens dafür vorgesehenen Räumlichkeiten ähnlich einer Schatzkammer präsentiert. Kaum ein anderer archäologischer Neufund aus Österreich hat in den letzten Jahrzehnten derartiges Aufsehen erregt. Die Präsentation zielt darauf ab, interessierten Besuchern einen außergewöhnlichen Einblick in die hier erstmals zur Anwendung gekommene wissenschaftliche Erforschung dieses Schatzfundes zu geben.
Im Westtrakt des Erdgeschoßes wurde ein „Forscherlabor“ eingerichtet. Forschertische, ein Restaurationstisch und archäologische Werkzeuge lassen die Besucher selbst ausprobieren, wie die Forscher arbeiten. Vorführungen historischer Handwerkstechniken, Spezialseminare und Workshops sowie urgeschichtliche Themenveranstaltungen wie Keltenfest, Hunnenfest, Steinzeitfest oder Lange Nacht der keltischen Feuer beleben das Museum zusätzlich.